# Arc-sous-Montenot
Arc-sous-Montenot – miejscowość i gmina we Francji, w regionie Burgundia-Franche-Comté, w departamencie Doubs.
Według danych na rok 1990 gminę zamieszkiwało 216 osób, a gęstość zaludnienia wynosiła 20 osób/km² (wśród 1786 gmin Franche-Comté Arc-sous-Montenot plasuje się na 531. miejscu pod względem liczby ludności, natomiast pod względem powierzchni na miejscu 390.).